# Mesznary
Mesznary – osada w Polsce położona w województwie łódzkim, w powiecie wieruszowskim, w gminie Wieruszów. Miejscowość wchodzi w skład sołectwa Klatka.
W latach 1975–1998 miejscowość administracyjnie należała do województwa kaliskiego.
W Mesznarach swoją siedzibę ma polska firma Agrecol zajmująca się produkcją nawozów specjalistycznych do roślin.